# Hui de Wei
Hui, também chamado Hui Hou ("Marquês Hui") e Hui de Liangue, foi rei do Reino de Wei (403–225 a.C.) entre 369 e 319 a.C. À época, os reinos do norte estavam ameaçados pelo expansionismo do Reino de Chim, ao sul. Diante disso, conduziu várias políticas para fortalecer o reino. Em 361 a.C., transferiu a capital de Anyi, no canto direito do reino na dobra do rio Amarelo e o vale do Fen, à cidade de Daliang, ao sul do rio Amarelo e fora do alcance inimigo.
Entre 362 e 359 a.C., iniciou uma série de trocas territoriais com os reinos de Hã e Chao, que consolidaram a integridade de seu reino em torno do rio Amarelo e permitiram melhor controle das rotas comerciais da região. Desde 361 a.C., ocorreram várias reuniões entre os reis do norte com o intuito de assegurar alianças e estabilizar a relações dos reinos. Nesse ano, Hui se encontrou com o rei de Hã, e em 358 e novamente 357 a.C., com o rei de Chao. Em 356 a.C., Hui convidou os reis de Hã, Songue, Lu e Wei para irem a sua corte. Em 355 a.C., Hui visitou Wei Hou em Chi e no mesmo ano, Xiao Gong de Chim. Em 353 a.C., Hui foi derrotado em Guiling pelas tropas do Reino de Chi e novamente em 341 a.C. em Maling.